# Панчвідзе Роберто Хесусович
Роберто Хесусович Панчвідзе (нар. 20 січня 1992, Москва, Росія) — російський програміст, медіаменеджер, підприємець, президент блогерського агентства INVITE  , творець і співвласник пабліка MDK, засновник мережі Main .

## Біографія
Народився 20 січня 1992 року в Москві.
Вступив до РДГУ — Інститут Імені Виготського «Спеціальна Психологія».
У 18 років почав вести паблік ВКонтакте під назвою «Мудакоф» спільно з Дмитром Аладишевим, згодом розвинувши сторінки до мільйонів підписників і створивши найбільший паблік у російськомовному інтернеті.
У 2021 році очолив велике блогерське агентство INVITE, яке влітку 2022 стало частиною групи VK. Почав займатися розвитком мережі Main .

## Кар'єра

### Спільнота MDK
Паблік буі заснований Панчвідзе у 2010 році і мав назву «Мудакоф». Допомагав йому Дмитро Аладишев. Спочатку робота велася інкогніто  .
До 2013 року кількість спільнот під керівництвом Панчвідзе зросла до 10, над кожною з яких працювало від 20 до 30 співробітників , охоплення основного пабліка MDK складало 12 млн унікальних відвідувачів на місяць, щомісячний виторг від реклами по мережі становив близько 2 мільйонів рублів. місяць. Було запущено власний додаток для iOS. У день виходу програма відразу стала другою за популярністю безкоштовних програм в App Store .
З 27 жовтня 2015 року спільнота MDK була заблокована на території Росії за рішенням суду, але незабаром переїхала на нову адресу — «ВКонтакте» перенесла 7,5 млн підписників у новий паблік.
До травня 2016 року мережа розважальних паблік Панчвідзе, серед яких, крім самого MDK, були також «Орлёнок», «ИБД», «Бумажный самолётик» «Катавасия» та ін., перевищувала 20 мільйонів підписників. На кінець 2016 року команда мережі пабліків та креативного агентства MDK Creative Agency, яке заснував Панчвідзе, працювало близько 30 осіб.
За даними Медіалогії, у квітні 2017 року спільнота MDK лідирувала за кількістю переглядів одного посту — в середньому 970,7 тисячі переглядів. У 2021 році охоплення паблика досягло 80 мільйонів користувачів на місяць.
Зараз до мережі MDK входять 26 пабликів ВКонткате із загальним охопленням понад 33 мільйони, 15 Telegram каналів із загальним охопленням близько 1,5 мільйона підписників, 3 паблики Twitter із понад 1,5 мільйонів підписників.

### Агенція INVITE
У грудні 2021 року Роберто Панчвідзе обійняв посаду виконавчого директора блогерського агентства INVITE  , став одним з акціонерів компанії  . У травні 2022 року агентство стало частиною VK, а Роберто обійняв посаду президента INVITE   .
Панчвідзе відповідає за встановлення міцних зв'язків агенції з індустрією, залучення нових клієнтів та вибудовування структури роботи між блогерами та ринком. За час роботи він представляв агентство на ПМЕФ 2022, РІФ 2022 та інших . У червні 2022 року на ПМЕФ-2022 Панчвідзе представив NFT для блогерів  .

### Main
У 2017 році Роберто Панчвідзе з партнером Дмитром Аладишевим провели ICO та створили соціальну платформу, де користувачі могли отримувати монети за публікації. Перша версія програми вийшла у 2018  .
У 2021 році застосунок перезапустився під назвою Main і працює на базі блокчейну. У децентралізованій соцмережі користувачі можуть створювати та вступати до спільнт, публікувати пости, спілкуватися та заробляти токени за свою активність на платформі. До травня 2022 року соцмережа налічувала понад 24 000 зареєстрованих користувачів, понад 350 активних груп, де щодня публікується близько 5000 повідомлень, 23 000 коментарів та 148 000 оцінок  .

### Інше
У 2015 році Ведучий програми «Прямий ефір» на каналі Росія-1 Борис Корчевніков представив засновниками MDK зовсім сторонніх людей — Івана Третьякова та Олександра Модлінського замість Панчвідзе та Аладишева  .
У 2019 році Панчвідзе поставив питання Путіну під час щорічної Прямої лінії про новий російський закон про штрафи за образу представників влади   .